# Pavel Sivakov
Pavel Aleksejevitj Sivakov (russisch Павел Алексеевич Сиваков, vollständiger Name nach deutscher Transkription aus dem Russischen: Pawel Alexejewitsch Siwakow; * 11. Juli 1997 in San Donà di Piave, Italien) ist ein französisch-russischer Radrennfahrer. Nachdem er zunächst als Russe an Radrennen teilgenommen hatte, nahm er nach dem russischen Überfall auf die Ukraine 2022 sportrechtlich die französische Nationalität an.

## Biografie
Sivakov wurde als Sohn der ehemaligen russischen Radrennfahrer Alexandra Koljassewa, zweifache Weltmeisterin im Mannschaftszeitfahren, und Alexei Siwakow, mehrfacher Tour-de-France-Teilnehmer im italienischen San Donà di Piave in Venetien geboren. Als er ein Jahr alt war, zog die Familie zunächst in die Region um Paris, weil der Vater einen Vertrag bei der französischen Mannschaft BigMat-Auber 93 erhalten hatte. Er wuchs in Soueich, Haute-Garonne, auf.
Mit dem Radsport begann Sivakov im Alter von 13 oder 14 Jahren in der französischen Klasse Minime 2. Als Juniorenfahrer gewann er im Jahr 2014 die Ronde des Vallées und wurde hinter Lennard Kämna Gesamtzweiter des Grand Prix Rüebliland. Im Jahr darauf wurde er russischer Meister im Einzelzeitfahren der Junioren und gewann die Oberösterreich Juniorenrundfahrt. Am Ende der Saison setzte er sich bei dem Juniorenrennen der Flandern-Rundfahrt durch und ging bei den Europa- und Weltmeisterschaften an den Start.
Im Erwachsenenbereich schloss sich Sivakov 2016 dem BMC Development Team an. Bei Lüttich–Bastogne–Lüttich Espoirs belegte er hinter dem US-Amerikaner Logan Owen den zweiten Rang, ehe er mit seinen Teamkollegen die Mannschaftszeitfahren der Tour de Berlin und des Giro della Valle d’Aosta gewann. Bei beiden Rundfahrten belegte er den zweiten Rang in der Nachwuchswertung. Am Ende der Saison ging er für die russische Nationalmannschaft bei der Tour de l’Avenir an den Start, bei der er Elfter der Gesamtwertung wurde. Bei der Olympia’s Tour musste er sich nur dem Niederländer Cees Bol geschlagen geben, setzte sich jedoch in der Nachwuchswertung durch. In seinem zweiten Jahr in der Klasse U23 folgten zahlreiche Siege. Zunächst sicherte er sich die Bergwertung der Tour de Normandie, ehe er mit der Ronde de l’Isard, dem Giro Ciclistico d’Italia und dem Giro della Valle d’Aosta drei große Nachwuchsrundfahrten für sich entschied. Bei der Tour de l’Avenir 2017 verlor er auf der ersten Alpen-Etappe viel Zeit, gewann jedoch die abschließende Bergankunft in Albiez-Montrond. Zugleich sicherte er sich die Bergwertung der Rundfahrt. Am Ende der Saison wurde er erneut Gesamtzweiter der Olympia’s Tour.

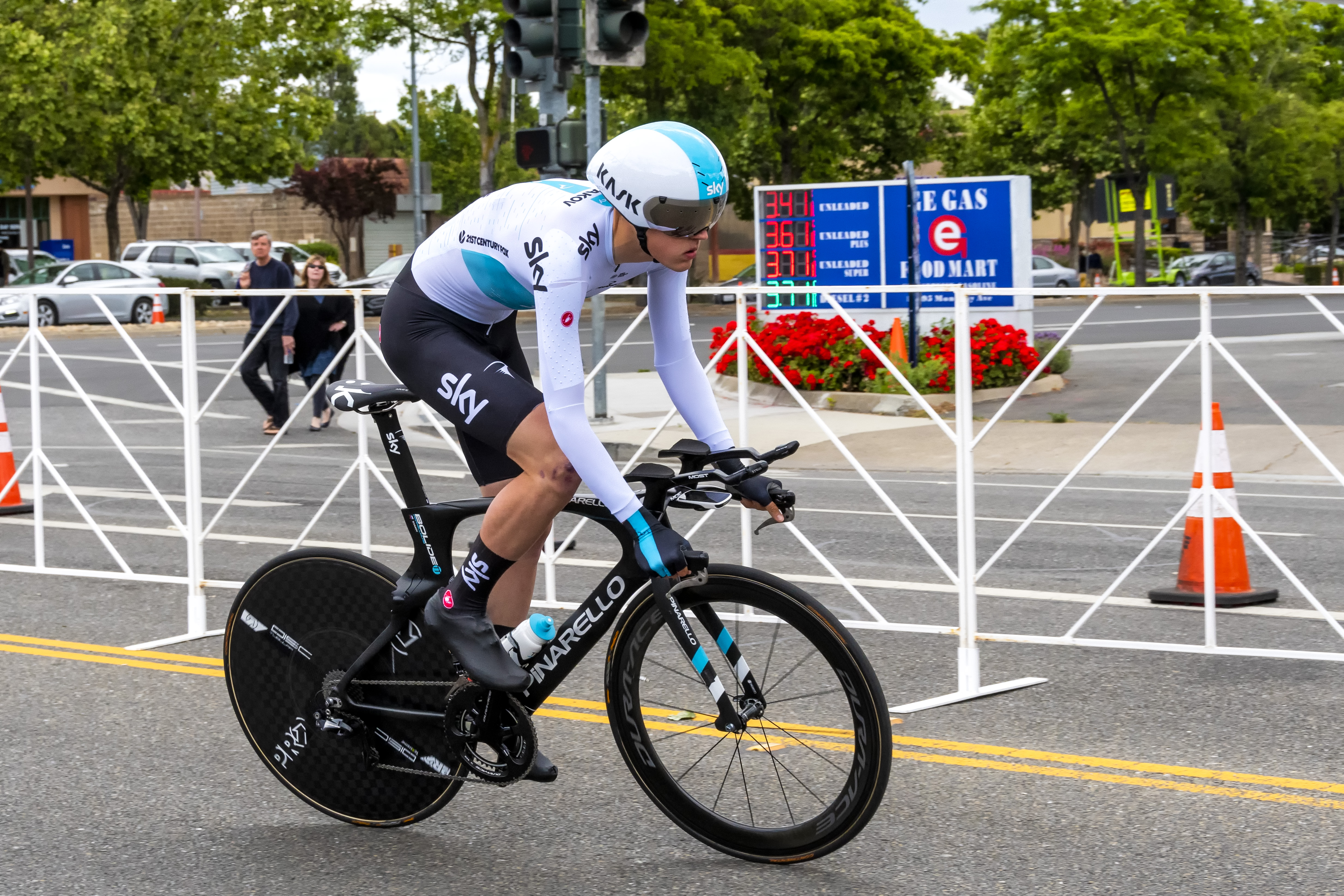
Pavel Sivakov im Einzelzeitfahren der Kalifornien-Rundfahrt 2018

Im Jahr 2018 erhielt Pavel Sivakov einen Dreijahresvertrag beim britischen Team Sky. Im Alter von nur 20 Jahren fuhr er somit in jenem UCI WorldTeam, das die letzten Austragungen der Tour de France dominiert hatte. In jenem Jahr nahm Sivakov zusätzlich zu seiner russischen die französische Staatsbürgerschaft an. Er entschied sich, weiterhin für Russland zu starten, da ein Wechsel der sportlichen Nationalität nach den Regeln der Union Cycliste Internationale bedeutet hätte, dass er zwei Jahre nicht für eine Nationalmannschaft hätte starten können und damit die Teilnahme bei den Olympischen Sommerspielen 2020 verunmöglicht gewesen wäre. In seinem ersten Rennen für das Team Sky, der Settimana Internazionale Coppi e Bartali sicherte sich Pavel Sivakov als Gesamtvierter die Nachwuchswertung der Rundfahrt, während sein Teamkollege Diego Rosa als Gesamtsieger hervorging. Zudem bestritt er mit der Vuelta a España seine erste Grand Tour, die er jedoch nach auf der 14. Etappe aufgab.
In der Saison 2019 sicherte sich Sivakov zunächst die Nachwuchswertung der Herald Sun Tour, ehe er mit einem Etappensieg die Gesamtführung bei der Tour of the Alps von seinem Teamkollegen Tao Geoghegan Hart übernahm. Im Anschluss verteidigte er das Führungstrikot und sicherte sich seinen ersten Rundfahrt-Sieg als Radprofi. Kurz darauf teilte er sich mit Tao Geoghegan Hart in Vertretung des gestürzten Egan Bernal die Kapitänsrolle beim Giro d’Italia 2019 und wurde Neunter der Gesamtwertung. Weiters trug er das Weiße Trikot des besten Nachwuchsfahrers für drei Tage und wurde in dieser Sonderwertung Zweiter hinter dem Kolumbianer Miguel Ángel López. Im August gewann Sivakov mit der Polen-Rundfahrt erstmals ein Etappenrennen der UCI WorldTour, wobei er das Führungstrikot erst am letzten Etappentag vom Dänen Jonas Vingegaard übernahm.
Im Jahr 2020 begann Sivakov seine Saison erneut in Australien und setzte sich in der Nachwuchswertung der Tour Down Under durch. Beim Cadel Evans Great Ocean Road Race setzte er sich gemeinsam mit Dries Devenyns im Fanel des Rennens von der Spitzengruppe ab, unterlag dem Belgier jedoch im Sprint. Nachdem er bei der Route d’Occitanie hinter seinem Teamkollegen Egan Bernal den zweiten Rang belegt hatte, ging er als Helfer des Kolumbianers bei der Tour de France 2020 an den Start. Nach dem Ausscheiden seines Kapitäns erhielt Sivakov die Freiheit auf Etappensiege zu Fahrern und wurde Vierter der 16. Etappe. Schlussendlich beendete er seine erste Frankreich-Rundfahrt auf dem 87. Gesamtrang. Im Jahr 2021 konnte er nicht an seine früheren Resultate anschließen und musste den Giro d’Italia nach einem Sturz bereits nach der 5. Etappe aufgeben. Auch bei der Vuelta a España 2021, die er nach den Olympischen Spielen von Tokio bestritt, konnte er mit Rang 35 nicht überzeugen.
Nach dem russischen Überfall auf die Ukraine 2022 sprach Sivakov seine Solidarität mit der ukrainischen Bevölkerung aus. Am 2. März 2022 beantragte er erfolgreich beim Weltradsportverband UCI eine Änderung seiner sportrechtlichen Nationalität von Russisch auf Französisch. Er habe diese Änderung schon länger vorgehabt, aber die Vorgänge in der Ukraine hätten seine Entscheidung beschleunigt.
Den Giro d’Italia 2022 bestritt  Sivakov in den Diensten von Richard Carapaz, der schlussendlich hinter Jai Hindley den zweiten Gesamtrang belegte. Bei der Clásica San Sebastián wurde der zwischenzeitlich 25-jährige Franzose zweiter hinter Remco Evenepoel, der sich rund 45 Kilometer vor dem Ziel als Solist abgesetzt hatte. Mit der Burgos-Rundfahrt konnte Sivakov in Vorbereitung auf die Vuelta a España seine dritte Rundfahrt gewinnen, ehe er die Spanien-Rundfahrt im Vorfeld der 11. Etappe aufgrund eines positiven COVID-19 Test verlassen musste. Zu diesem Zeitpunkt lag er als Gesamtneunter rund sieben Minuten zurück. Im Jahr 2023 fuhr Pavel Sivakov in die Top 10 von Paris–Nizza. Den Giro d’Italia gab er neuerlich nach einem Sturz auf, ehe er am Ende der Saison hinter Adam Yates Zweiter des Grand Prix Cycliste de Montréal wurde. Ein Monat nachdem er seinen Wechsel zum UAE Team Emirates bekanntgab, gewann er mit dem Giro della Toscana sein letztes Rennen für die Ineos Grenadiers.
In seiner ersten Saison für das UAE Team Emirates gewann Pavel Sivakov eine Etappe des Giro d’Abruzzo. In der Gesamtwertung belegte er hinter Alexei Luzenko den zweiten Rang. Bei der Tour de France stellte er sich in die Dienste von Tadej Pogačar, der seine dritte Frankreich-Rundfahrt gewann. Im Anschluss ging Pavel Sivakov bei der Vuelta a España an den Start, wo er als Neunter in die Top 10 der Gesamtwertung fuhr.
Im Jahr 2025 gewann Pavel Sivakov die Gesamtwertung der Andalusien-Rundfahrt, ohne einen Etappensieg zu feiern.

## Erfolge
2014
- Gesamtwertung und eine Etappe Ronde des Vallées

2015
- Russischer Junioren-Meister – Einzelzeitfahren
- Gesamtwertung, eine Etappe und Punktewertung Oberösterreich Juniorenrundfahrt
- Flandern-Rundfahrt (Junioren)

2016
- Prolog Tour de Berlin
- Mannschaftszeitfahren Giro della Valle d’Aosta
- Nachwuchswertung Olympia’s Tour

2017
- Bergwertung Tour de Normandie
- Gesamtwertung, zwei Etappen und Nachwuchswertung Ronde de l’Isard
- Gesamtwertung und Nachwuchswertung Giro Ciclistico d’Italia
- eine Etappe und Bergwertung Tour de l’Avenir

2018
- Mannschaftszeitfahren und Nachwuchswertung Settimana Internazionale

2019
- Nachwuchswertung Herald Sun Tour
- Gesamtwertung, eine Etappe und Nachwuchswertung Tour of the Alps
- Gesamtwertung Polen-Rundfahrt

2020
- Nachwuchswertung Tour Down Under

2022
- Gesamtwertung Vuelta a Burgos

2023
- Giro della Toscana

2024
- eine Etappe Giro d’Abruzzo

2025
- Gesamtwertung Andalusien-Rundfahrt

## Grand-Tour-Platzierungen
| Grand Tour            | 2018 | 2019 | 2020 | 2021 | 2022 | 2023 | 2024 | 2025 |
| --------------------- | ---- | ---- | ---- | ---- | ---- | ---- | ---- | ---- |
| Giro d’ItaliaGiro     | –    | 9    | –    | DNF  | 16   | DNF  | –    | –    |
| Tour de FranceTour    | –    | –    | 87   | –    | –    | –    | 32   | 87   |
| Vuelta a EspañaVuelta | DNF  | –    | –    | 35   | DNF  | –    | 9    | …    |